# Quatre-mâts

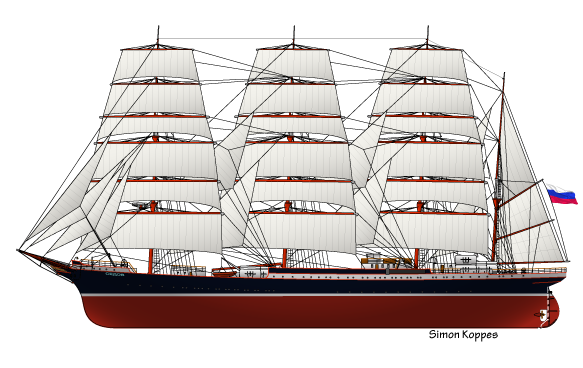
Le Sedov (quatre-mâts barque)

Un quatre-mâts (en anglais : four-masted ship) est un grand navire à voiles, doté de quatre mâts : le mât de misaine (à l'avant), le grand mât avant, le grand mât arrière et le mât d'artimon (à l'arrière).

## Description et Typologie
La typologie des quatre-mâts est presque identique à celle des trois-mats, ils subdivisent en :
- Quatre-mâts carré, portant tous les phares carrés avec une brigantine sur le mât d'artimon. 
  - le Falls of Clyde (1878),  États-Unis

- Quatre-mâts barque, portant trois phares carrés sur les trois premiers mâts, et un mât de barque gréé en brigantine et voiles triangulaires.
  - Le Krusenstern (1926), ancien Padua
  - Le Sea Cloud (1931), ancien Hussar II
  - Le Nippon Maru II (1984)
  - Le Kaiwo Maru II (1989)

- Quatre-mâts goélette, qui porte un phare carré sur le mât de misaine et des voiles d'étai (voiles triangulaires) entre ses autres mâts, qui portent des voiles à corne surmontées d'un flèche. Le mât d'artimon est un mât de barque.
  - le Juan Sebastián de Elcano (1928),  Espagne
  - le Creoula (1937),  Portugal
  - l'Esmeralda (1952),  Chili
  - le Star Clipper  Luxembourg et le Star Flyer  Malte, sont initialement des sister-ships luxembourgeois (1991), tous deux fortement motorisés, et dédiés à la croisière.
  - Capitaine Guyomard, dernier représentant des quatre-mâts de la marine française. Il servit au film Le Bateau à soupe (1946), avant d'être détruit[2].  France
  - le Zazpiakbat, un des derniers terre-neuvier à voiles fécampois[3].  France

- Goélette à quatre mâts, qui porte des voiles à corne surmontées d'un flèche sur ses trois premiers mâts. Le mât d'artimon est un mât de barque.
  - le Santa Maria Manuela (1937),  Portugal

## Galerie photos

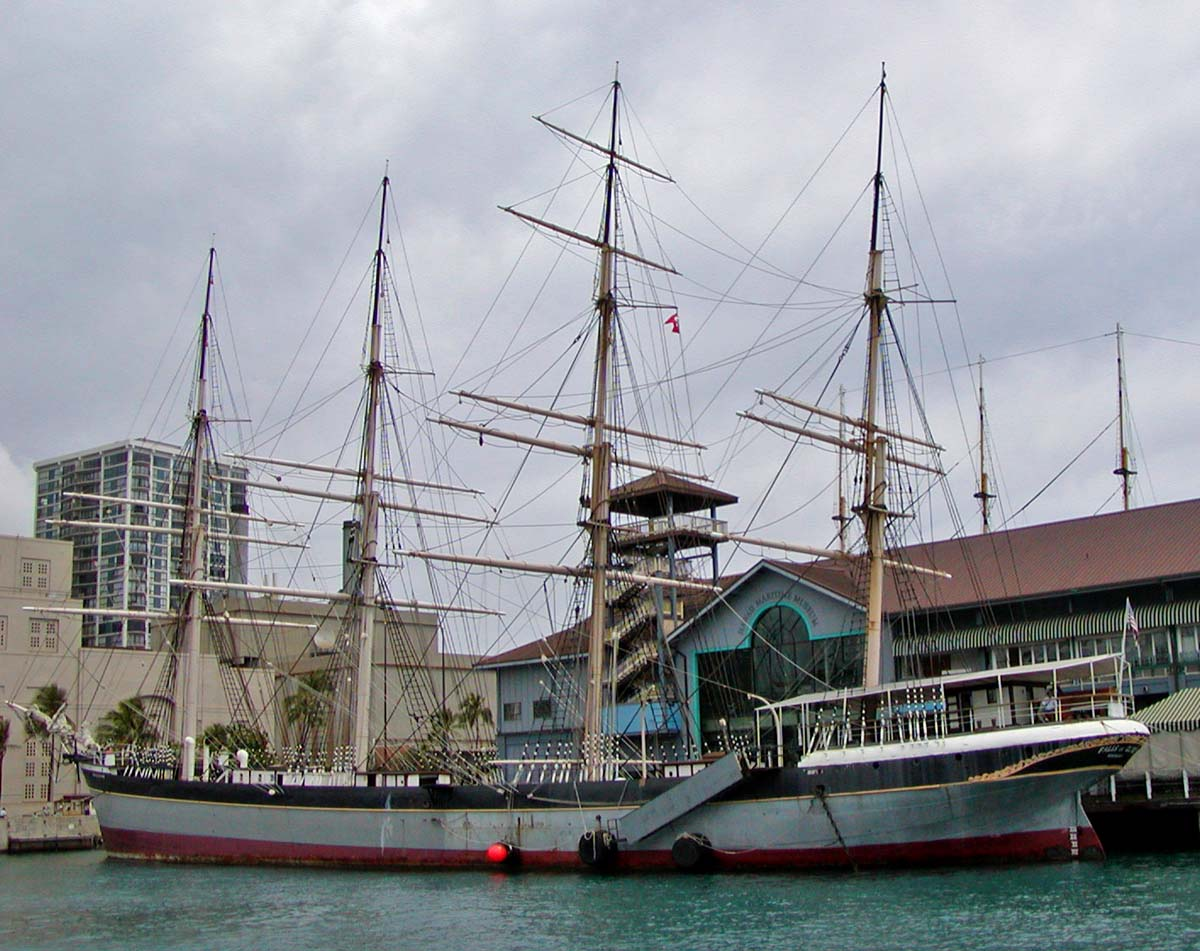
Falls of Clyde, quatre-mâts carré
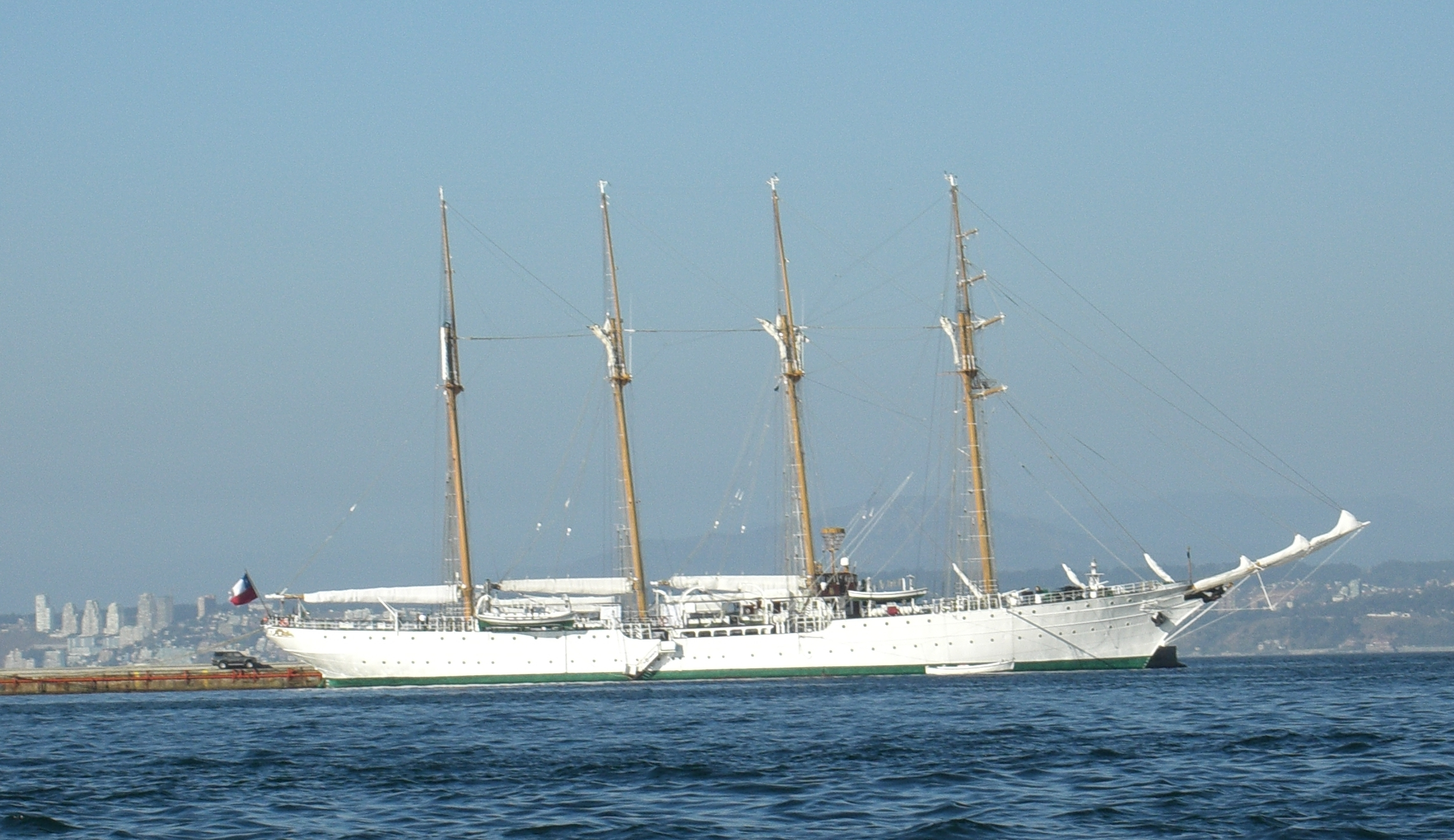
Esmeralda, quatre-mâts goélette chilien
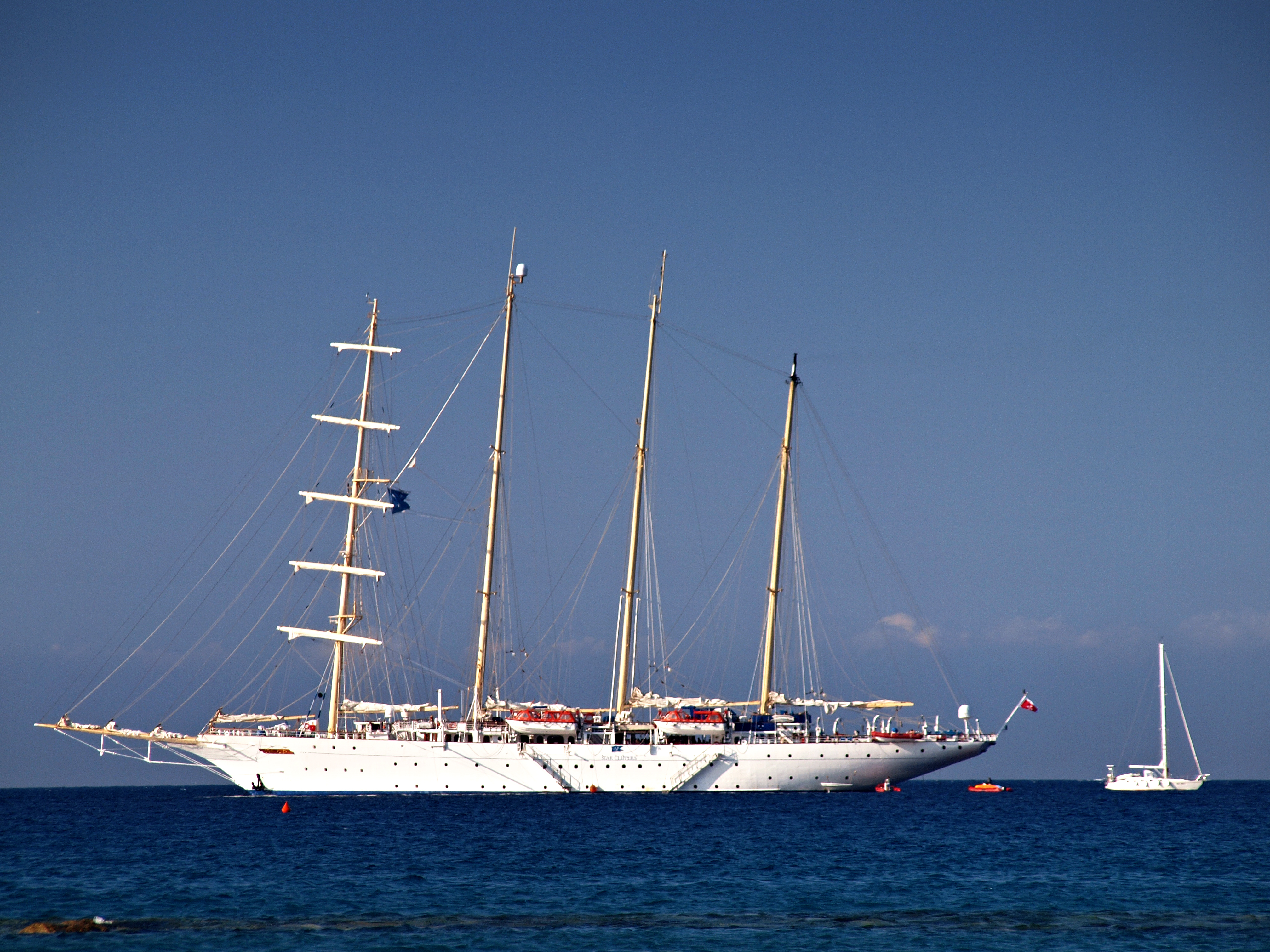
Star Clipper, quatre-mâts goélette luxembourgeois